# Distretto del Sikkim Meridionale
Il distretto del Sikkim Meridionale è un distretto del Sikkim, in India, di 131 506 abitanti. Il suo capoluogo è Namchi.